# Juancho Hernangómez
Juan Alberto Hernangómez Geuer, detto Juancho (Madrid, 28 settembre 1995), è un cestista spagnolo. Nel 2019 si è laureato campione del mondo con la nazionale spagnola, mentre nel 2022 è diventato campione d'Europa, offrendo una prestazione eccezionale nella finale contro la Francia. A livello di club nel 2024 ha vinto l'Eurolega con il Panathīnaïkos.

## Biografia
Entrambi i suoi genitori erano cestisti. La madre, Margarita Geuer, di origine tedesca, ha vinto il Campionato europeo femminile del 1993 con la Spagna. Ha un fratello maggiore, Guillermo, anch'egli cestista in Europa e suo compagno in nazionale.
Nel 2022 ha recitato nel film Hustle al fianco di Adam Sandler interpretando il protagonista, Bo Cruz, cestista spagnolo come lui. Visto il successo del film e del suo ruolo, i tifosi hanno cominciato a riferirsi a lui anche come Bo Cruz, similmente a quanto successo con Ray Allen dopo il film He Got Game e Kyrie Irving dopo il film Uncle Drew.

## Caratteristiche tecniche
Di ruolo ala grande, può giocare anche da centro. Il suo stile di gioco ricorda a molti Victor Claver e Jonas Jerebko, venendo elogiato per il suo atletismo, la sua velocità e un'apertura delle braccia di 207 cm. Lui e suo fratello sono stati spesso paragonati ai fratelli Gasol (ovvero Marc e Pau).

## Carriera

### Europa (2014-2016)

#### Estudiantes (2014-2016)
Dal 2014 al 2016 giocò nell'Estudiantes. Disputò in totale 65 partite mettendo a referto 401 punti.

### Il salto in NBA (2016-)

#### Denver Nuggets (2016-2020)
il 26 aprile 2016 si rese eleggibile per il Draft, dove risultò essere uno dei migliori prospetti europei. Il 23 giugno 2016 al draft di Brooklyn venne selezionato alla 15ª chiamata assoluta dai Denver Nuggets. Fece il suo debutto in NBA coi Nuggets nella gara inaugurale della stagione contro i New Orleans Pelicans disputando gli ultimi secondi della partita. Il 14 febbraio 2017 segnò 27 punti (career-high) nella gara vinta a sorpresa per 132-110 in casa contro i Golden State Warriors, primi nella Western Conference e futuri campioni NBA. Il 21 marzo 2017 segnò 15 punti nella gara persa all'ultimo secondo contro gli Houston Rockets in trasferta per 125-124; in questa gara Juancho partì titolare nel ruolo di ala piccola per rimpiazzare l'infortunato Danilo Gallinari. In tutta la stagione disputò 62 partite, di cui 9 da titolare.
La stagione successiva gioca solo 25 partite a causa della mononucleosi.

#### Minnesota Timberwolves (2020-2021)
Il 5 febbraio 2020, venne ceduto ai Minnesota Timberwolves, firmando un contratto triennale il 27 novembre successivo. La stagione 2020-21 fu però tumultuosa per Hernangómez: l'arrivo al ritiro fuori forma dapprima e l'aver contratto il COVID-19 poi gli fecero perdere il posto nel quintetto titolare. La stagione fu poi contraddistinta da un litigio con il front office dei Timberwolves, sulla decisione di impedirgli di partecipare alle Olimpiadi 2021 dopo aver subito un infortunio alla spalla durante una partita di esibizione.

#### Boston Celtics (2021-2022)
Vista la stagione non proprio eccelsa, il 25 agosto 2021, Hernangómez e Jarrett Culver furono ceduti ai Memphis Grizzlies in cambio di Patrick Beverley ed il 15 settembre fu ceduto ai Boston Celtics in cambio di Kris Dunn, Carsen Edwards e il diritto nel draft 2026 per uno scambio nel secondo round.

#### San Antonio Spurs (2022)
Il 19 gennaio 2022, Hernangómez fu ceduto ai San Antonio Spurs in uno scambio a tre squadre che ha coinvolto anche i Denver Nuggets. Con la squadra texana gioca solo 5 match prima di essere nuovamente ceduto agli Utah Jazz.

### Nazionale
Dopo aver rappresentato la Nazionale under-18 e la Nazionale under-20 spagnola (quest'ultima la rappresentò negli europei under-20 del 2014 e del 2015), nel 2015 si allenò con la Nazionale maggiore in vista degli europei 2015, ai quali tuttavia venne convocato suo fratello Willy ma non lui.
Dopo aver saltato anche le Olimpiadi 2016 (nelle quali ancora una volta fu convocato il fratello Willy, ma non lui), il suo primo torneo con la Nazionale iberica fu Eurobasket 2017, in cui vennero convocati sia lui che suo fratello. Giocò tutte le 9 partite della Spagna durante il torneo, conquistando la medaglia di bronzo, dopo aver perso in semifinale contro la Slovenia futura vincitrice del torneo, battendo la Russia nella finale per il terzo-quarto posto per 93-85. In quest'ultima partita Juancho segnò 6 punti in 17 minuti di gioco.

## Statistiche

### NBA

#### Regular Season
| Anno      | Squadra            | PG  | PT | MP   | TC%  | 3P%  | TL%  | RP  | AP  | PRP | SP  | PP   |
| --------- | ------------------ | --- | -- | ---- | ---- | ---- | ---- | --- | --- | --- | --- | ---- |
| 2016-2017 | Denver Nuggets     | 62  | 9  | 13,6 | 45,1 | 40,7 | 75,0 | 3,0 | 0,5 | 0,5 | 0,2 | 4,9  |
| 2017-2018 | Denver Nuggets     | 25  | 3  | 11,1 | 38,7 | 28,0 | 83,3 | 2,2 | 0,5 | 0,2 | 0,1 | 3,3  |
| 2018-2019 | Denver Nuggets     | 70  | 25 | 19,4 | 43,9 | 36,5 | 76,7 | 3,8 | 0,8 | 0,4 | 0,3 | 5,8  |
| 2019-2020 | Denver Nuggets     | 34  | 0  | 12,4 | 34,5 | 25,0 | 64,0 | 2,8 | 0,6 | 0,1 | 0,1 | 3,1  |
| 2019-2020 | Minnesota T'wolves | 14  | 14 | 29,4 | 45,3 | 42,0 | 60,9 | 7,3 | 1,3 | 1,0 | 0,3 | 12,9 |
| 2020-2021 | Minnesota T'wolves | 52  | 6  | 17,3 | 43,5 | 32,7 | 61,9 | 3,9 | 0,7 | 0,4 | 0,1 | 7,2  |
| 2021-2022 | Boston Celtics     | 18  | 0  | 5,3  | 18,5 | 16,7 | 66,7 | 1,4 | 0,2 | 0,2 | 0,1 | 1,1  |
| 2021-2022 | San Antonio Spurs  | 5   | 0  | 10,2 | 33,3 | 0,0  | 75,0 | 3,0 | 0,6 | 0,2 | 0,2 | 1,4  |
| 2021-2022 | Utah Jazz          | 17  | 9  | 17,5 | 50,7 | 43,8 | 47,6 | 3,5 | 0,8 | 0,4 | 0,4 | 6,2  |
| 2022-2023 | Toronto Raptors    | 42  | 10 | 14,6 | 42,1 | 25,4 | 56,3 | 2,9 | 0,6 | 0,4 | 0,1 | 2,9  |
| Carriera  | Carriera           | 339 | 76 | 15,5 | 42,8 | 34,2 | 67,6 | 3,3 | 0,6 | 0,4 | 0,2 | 5,0  |

#### Play-off
| Anno     | Squadra        | PG | PT | MP  | TC%  | 3P%  | TL% | RP  | AP  | PRP | SP  | PP  |
| -------- | -------------- | -- | -- | --- | ---- | ---- | --- | --- | --- | --- | --- | --- |
| 2019     | Denver Nuggets | 5  | 0  | 2,9 | 33,3 | 50,0 | -   | 0,6 | 0,0 | 0,0 | 0,0 | 0,6 |
| 2022     | Utah Jazz      | 6  | 0  | 9,3 | 27,8 | 33,3 | -   | 2,0 | 0,8 | 0,3 | 0,0 | 2,3 |
| Carriera | Carriera       | 11 | 0  | 6,5 | 28,6 | 35,7 | -   | 1,4 | 0,5 | 0,2 | 0,0 | 1,5 |

#### Massimi in carriera
- Massimo di punti: 27 (2 volte)[22]
- Massimo di rimbalzi: 13 (2 volte)
- Massimo di assist: 5 vs Orlando Magic (28 febbraio 2020)
- Massimo di palle rubate: 3 (4 volte)
- Massimo di stoppate: 3 vs Los Angeles Clippers (18 marzo 2022)
- Massimo di minuti giocati: 43 vs Golden State Warriors (13 febbraio 2017)

### Eurolega
| Anno       | Squadra       | PG | PT | MP   | TC%  | 3P%  | TL%  | RP  | AP  | PRP | SP  | PP   |
| ---------- | ------------- | -- | -- | ---- | ---- | ---- | ---- | --- | --- | --- | --- | ---- |
| 2023-2024† | Panathīnaïkos | 31 | 7  | 16,4 | 35,6 | 26,4 | 75,6 | 3,5 | 0,5 | 0,6 | 0,3 | 4,3  |
| 2024-2025  | Panathīnaïkos | 40 | 27 | 27,3 | 50,2 | 43,0 | 63,1 | 7,0 | 1,4 | 0,9 | 0,3 | 10,0 |
| Carriera   | Carriera      | 71 | 34 | 22,6 | 46,0 | 37,4 | 67,9 | 5,5 | 1,0 | 0,8 | 0,3 | 7,5  |

## Palmarès

### Squadra
- Campionato greco: 1

Panathinaikos: 2023-2024
- Coppa di Grecia: 1

Panathinaikos: 2024-2025
- Eurolega: 1

Panathinaikos: 2023-2024

### Nazionale
- Mondiali:

 Cina 2019

## Filmografia
- Hustle (2022)